# Lac Beauport
Pour l’article ayant un titre homophone, voir Lac-Beauport.
Le lac Beauport est un plan d'eau situé au nord de Québec, entouré par la municipalité de Lac-Beauport, dans la municipalité régionale de comté (MRC) La Jacques-Cartier, dans la région de la Capitale-Nationale, dans la province de Québec, au Canada.

## Toponymie
Dès le 17e siècle, il est mentionné comme étant le « lac de Beauport ». Aux 18e et 19e siècles, on le désigne également Waterloo ou Duchesnay, respectivement en référence au Waterloo Settlement (localité devenue Lac-Beauport) et à la famille Duchesnay, propriétaire de la seigneurie de Beauport. Il porte officiellement son nom actuel depuis le 5 décembre 1968.

## Géographie

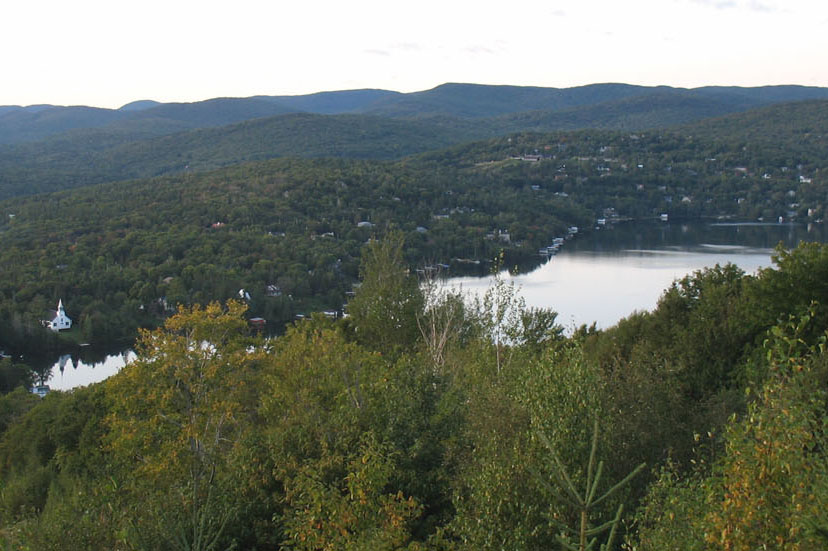
Le lac Beauport

Ce lac couvre une superficie de 0,8 km2, a une profondeur maximale de 13 mètres. Le lac est approvisionné par quatre principaux affluents, dont deux sont intermittents. Il est surtout alimenté par la décharge des lacs Lagueux et Tourbillon et par la décharge d'un petit lac non identifié. Il se déverse ensuite dans la rivière Jaune. Entre le lac et la rivière, un petit barrage permet de contrôler le niveau du lac. 
La surface du lac Beauport est généralement gelée de début décembre à fin mars; la circulation sécuritaire sur la glace se fait généralement de fin décembre à début mars.

## Environnement
Les concentrations en phosphore ont augmenté jusqu’à une valeur maximale en 1999 (19 mg/l) pour ensuite redescendre en 2005 (7 mg/l). La transparence a diminué au début des années 2000 avant de retrouver, en 2009, un niveau similaire à celui de 1978. Dans les dernières années, l'eau du lac Beauport était généralement de très bonne qualité et les paramètres mesurés rencontrent les critères de qualité pour la pratique d'activités récréatives et la préservation de la vie aquatique, sauf en ce qui a trait le niveau d’aluminium, dépassant les normes en 1999.

## Utilisation
Été comme hiver, le lac est très sollicité par l'activité humaine. Les rives du lac sont occupées et privatisées et le seul accès public au plan d'eau est le Club nautique municipal de Lac-Beauport. La baignade, la pêche de l'achigan et de la truite mouchetée et la navigation de plaisance sont les principaux attraits. En hiver, la surface gelée du lac accueille le Championnat québécois de Pond hockey.

## Galerie

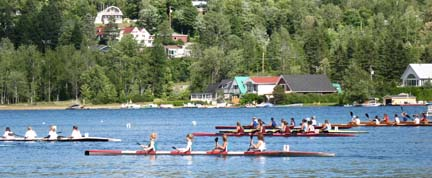
Compétition de canoë-kayak sur le lac
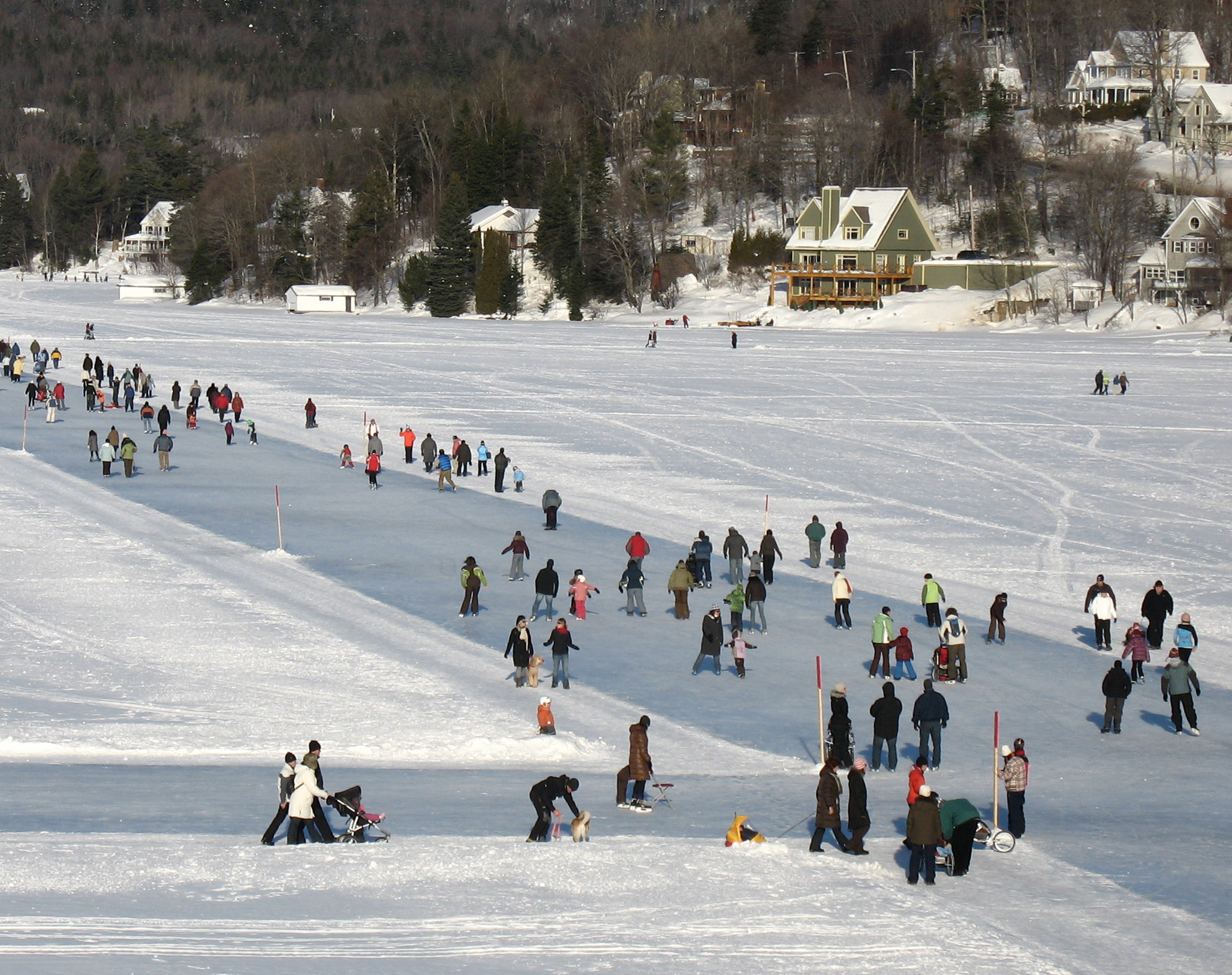
Durant l'hiver, des patinoires sont aménagées sur le lac
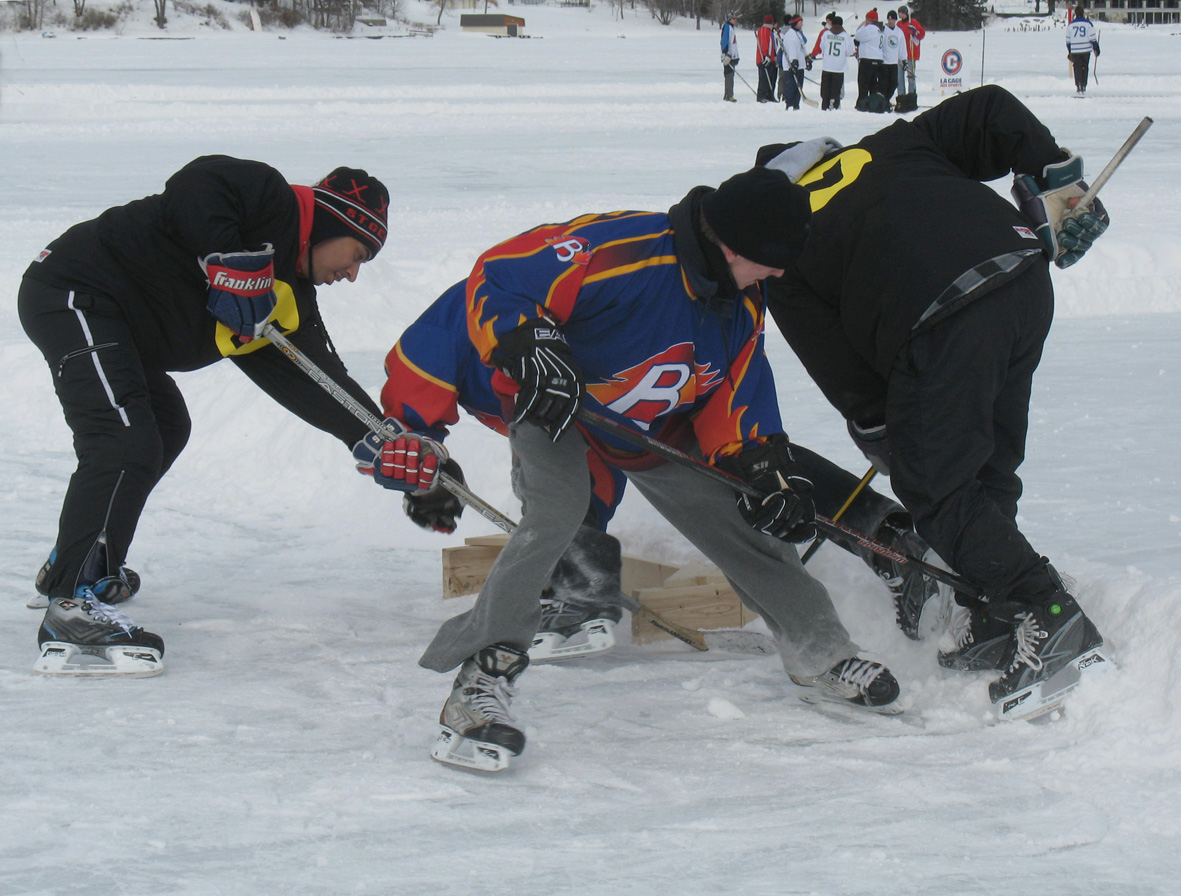
Tournoi annuel de hockey d'antan sur le lac